# Monnina tristaniana
Monnina tristaniana là một loài thực vật có hoa trong họ Polygalaceae. Loài này được A.St.-Hil. mô tả khoa học đầu tiên năm 1829.